# 李復圭
李復圭（?—?），字審言，徐州豐縣（今屬江蘇）人，
李淑之子。仁宗康定二年（1041年）賜同進士出身。初通判澶州。皇祐年間，知滑州。歷知相州、涇州，湖北、兩浙、淮南、河東、陝西、成都轉運使。熙寧初年知慶州，熙寧三年（1070）八月，西夏軍侵犯大順城，李復圭命環慶路鈐轄李信、慶州東路都巡檢劉甫、環慶路監押种詠出戰，兵少戰敗。李復圭斬李信及劉甫，种詠死於獄中。被御史彈劾，謫官保靜軍節度副使，後知光化軍。熙寧五年（1072年），權判吏部流內銓。出京知曹州、蔡州、滄州。熙寧十年，還爲鹽鐵副使。元豐二年（1079年）移知滄州，元豐四年，改知鄧州。晚年以集贤殿修撰知荆南，曾在雁荡山大龙湫、雪洞、东石梁洞留有摩崖题记。卒於知荆南任上。